# Kassel (Biebergemünd)
Kassel ist vor Bieber und Wirtheim der größte Ortsteil der Gemeinde Biebergemünd im hessischen Main-Kinzig-Kreis. Umgangssprachlich wird er, auch zur Unterscheidung von der Stadt Kassel, Besenkassel genannt. Am Ortsrand von Kassel liegen Rathaus und Verwaltung der Gemeinde Biebergemünd.

## Geografie

### Geographische Lage

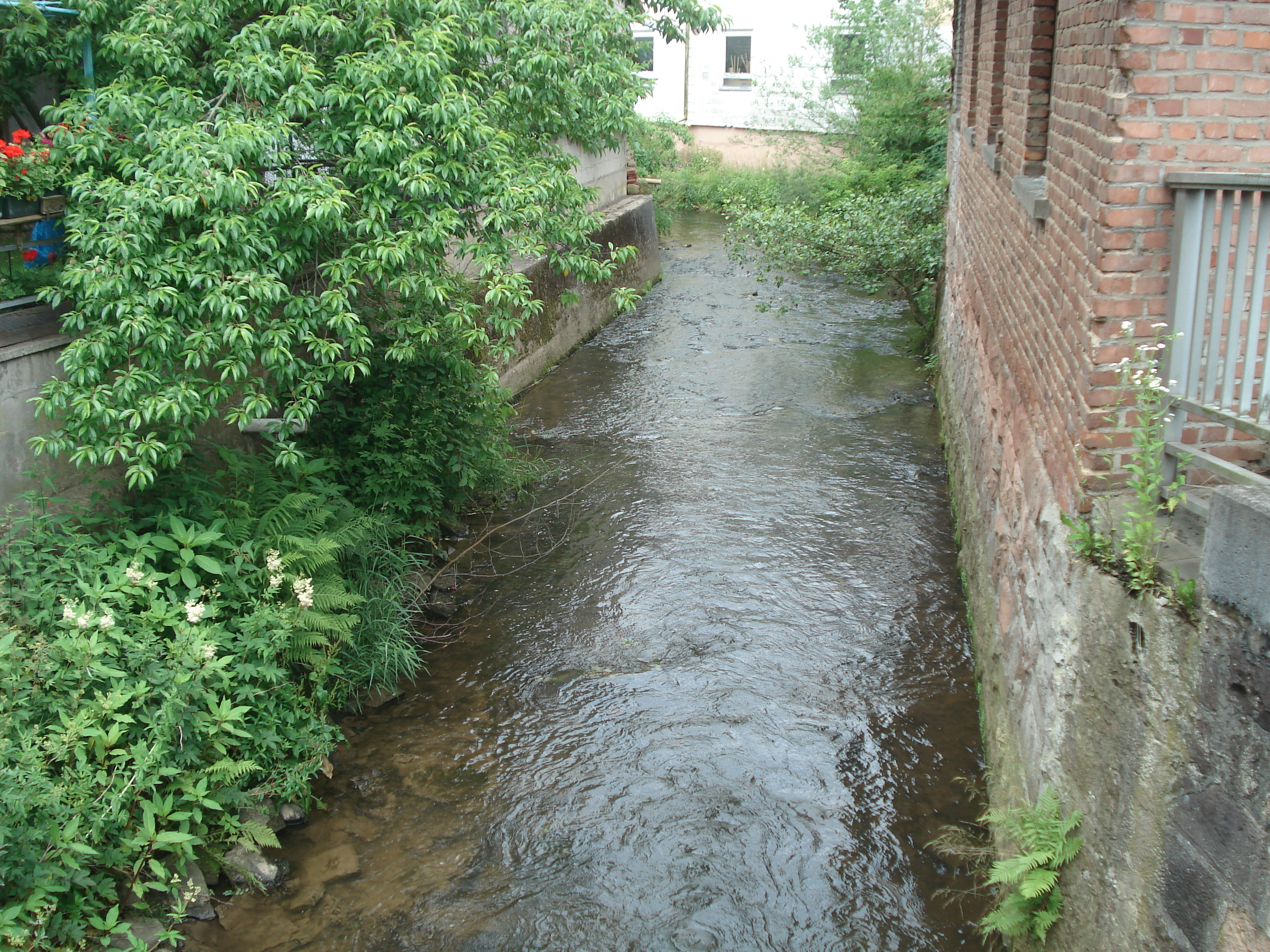
Die Bieber in Kassel

Kassel liegt auf einer Höhe von etwa 150 m über NHN am Fluss Bieber, im unteren Biebertal, das sich nach Nordwesten aus dem Spessart öffnet, etwa 10 Kilometer östlich von Gelnhausen. Der Ort liegt an der von Mücke über Gedern und Wächtersbach nach Lohr führenden B 276, im Biebertal im hessischen Teil des Spessarts.

### Nachbargemeinden
Kassel grenzt im Nord-Osten an die Stadt Bad Orb, im Süd-Osten an den Ortsteil Roßbach, im Süd-Westen an Eidengesäß, einen Ortsteil der Gemeinde Linsengericht, im Westen an Höchst (Gelnhausen), einen Stadtteil der Stadt Gelnhausen und im Nord-Westen an den Ortsteil Wirtheim.
| Wirtheim | Wächtersbach                                | Bad Orb    |
| Höchst   | Kompassrose, die auf Nachbargemeinden zeigt | Wegscheide |
| Roßbach  | Lanzingen                                   | Bieber     |

## Geschichte

### Vor- und Frühgeschichte

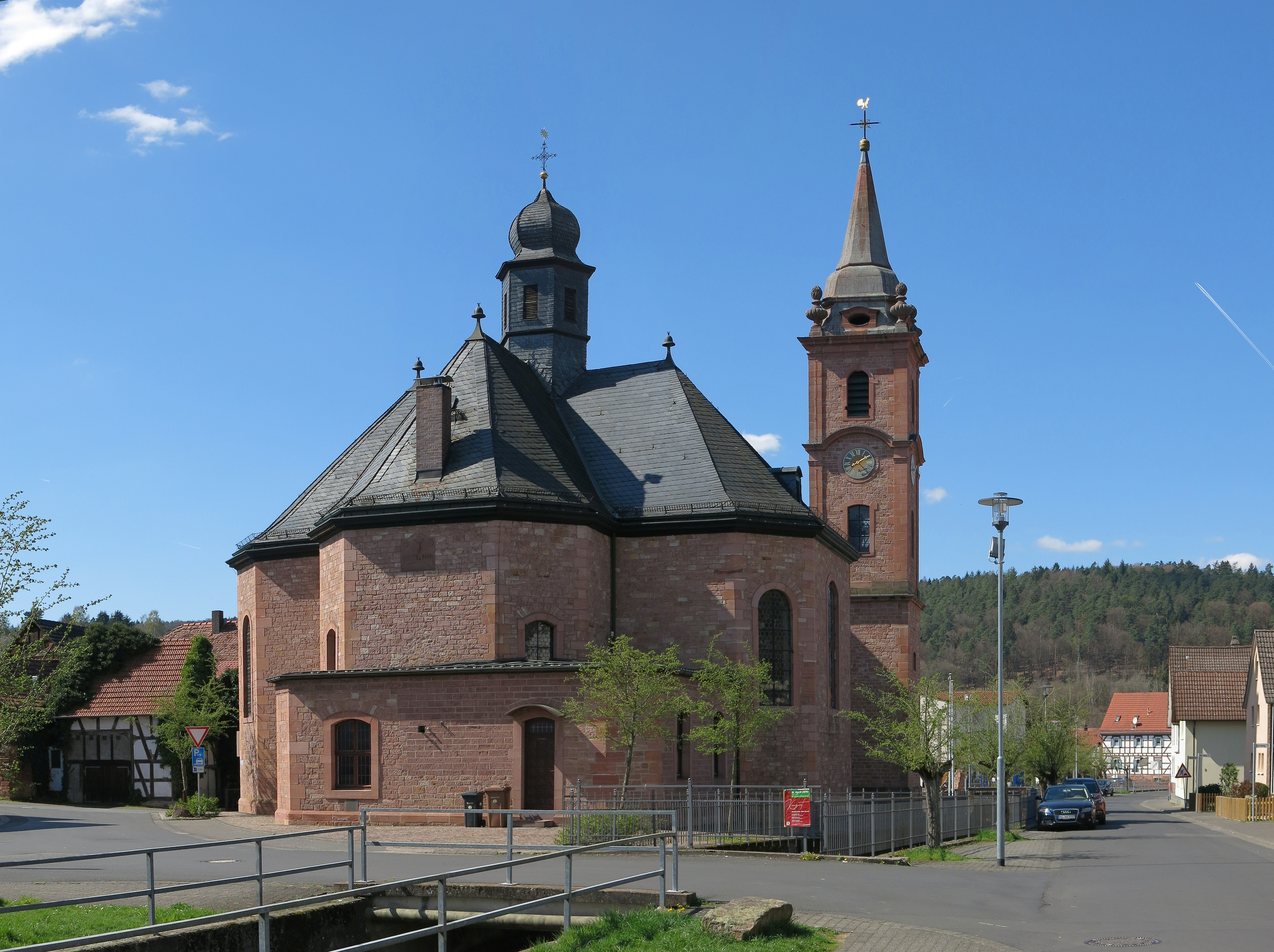
Katholische Kirche St. Johannes Nepomuk in Kassel

Archäologische Funde aus der Region zeigen, dass sich bereits in der Würmzeit auf den Höhen bei Kassel Menschen aufhielten. Den ältesten zivilisatorischen Bau stellt der keltische Ringwall Alteburg dar, welcher neuesten Erkenntnissen zufolge aus der frühen Keltenzeit, im 6. Jahrhundert vor Christus stammt.
1292 übergibt Graf Luckard von Weilnau den Ort nebst zugehörigem Gericht dem Herrn Ulrich von Hanau und Graf Heinrich von Weilnau. 1313 verkauft Gottfried, Herr von Brauneck, Vogtei und Gerichtsbarkeit über das Dorf an Mainz.

### Ortsname
Es wird vermutet, dass sich der Name Kassel (historisch: Cassela) von der Burganlage der Alteburg herleitet. Als „castella“ wurden im Mittelalter Burganlagen und Königshöfe bezeichnet.

### Mittelalter
Die erste urkundliche Erwähnung Kassels datiert auf eine Urkunde aus dem Jahr 976. Darin wird das Dorf dem Stift „St. Peter und Alexander“ in Aschaffenburg durch den deutschen Kaiser Otto II. geschenkt. In dieser Urkunde wird Kassel noch als Cassela bezeichnet. Die Geschichte von Kassel ist über die Jahrhunderte eng mit dem Nachbarort Wirtheim verbunden. Die beiden Dörfer galten als Hauptumschlagplatz für die aus dem Bergbau gewonnenen Güter im oberen Biebergrund.

### Neuzeit
Nach Jahrhunderten, in denen Kassel von Wirtheim aus mehr oder weniger mitverwaltet wurde, trat der Ort um 1550 langsam aus dessen Schatten hervor. Es ist urkundlich festgehalten, dass in diesem Jahr 400 Morgen neues Land durch Rodung für 100 Familien geschaffen wurde.
In der zweiten Hälfte des 16. Jahrhunderts wurde im Mainzer Territorium, zu dem Kassel und Wirtheim zu dieser Zeit zählten, die Gegenreformation durch den Mainzer Erzbischof Daniel Brendel von Homburg intensiv betrieben. Da sich die Orte Wirtheim, Kassel, Höchst und Orb im äußersten Grenzgebiet des Mainzer Einflusses befanden, waren sie umringt von protestantischen Dörfern sowie der 1543 zum Protestantismus übergetretenen Stadt Gelnhausen. Am 14. Juli 1628 kam es zum Eklat: Der Orber Pfarrer Valentin Schick zog mit Pfarrkindern aus Orb, Kassel und Wirtheim nach Gelnhausen, um mit den dortigen Franziskanern, flankiert von einer Schützengilde, zu demonstrieren. Die Gelnhäuser Bürger protestierten danach beim Erzbischof von Mainz und beriefen sich auf den Augsburger Religionsfrieden. Die Ermittlungen verliefen auf Grund des Dreißigjährigen Krieges jedoch im Sande.
1631 besetzte der Schwedenkönig Gustav II. Adolf Mainz und schenkte die Gemeinden Wirtheim und Kassel dem Grafen Philipp Moritz von Hanau. Da die Grafschaft Hanau nach dem Krieg mit sich selbst zu kämpfen hatten, bleiben die Orte jedoch auf sich alleine gestellt. Nach der Schlacht bei Lützen im Jahr 1632 kommen kaiserliche Truppen ins Kinzigtal. Die auf kaiserlicher Seite kämpfenden Kroaten plünderten unter Ottavio Piccolomini Wirtheim und Kassel aus und brachten die Pest mit, an der 60 % der Bevölkerung starben. Dadurch kam das Wirtschaftsleben der Region fast vollkommen zum Erliegen.
1649 gab Graf Friedrich Casimir von Hanau die Gemeinden Wirtheim und Kassel wieder an den Erzbischof von Mainz zurück.  Durch eine weitere Pestepidemie in den Jahren 1667/68 wurde die Einwohnerzahl weiter stark dezimiert. Aus diesem Grund holte der aus Tirol stammende Wirtheimer Pfarrer Christian Fuchs zahlreiche Menschen aus seiner Heimat in den Ort, um sie dort anzusiedeln; einige der Tiroler Nachnamen sind noch heute präsent: Schmank, Riesbeck und Desch. Die Neubürger sollten sich als enormer Glücksfall für die Kasseler Bürger erweisen, da die Tiroler solides Handwerkswissen in den Ort mitbrachten und ihn wirtschaftlich stärkten, während das benachbarte Wirtheim nach Plünderungen durch französische Soldaten immer weiter an Einfluss verlor. Neue Berufe kamen in den Ort, unter ihnen besonders hervorzuheben sind die Besenbinderei, die Zeidlerei und die Imkerei. In den folgenden Jahren entstanden außerdem in kürzester Zeit zahlreiche Mühlen im Kasselgrund. Dazu zählten Günthersmühle, Lohmühle, Riethmühle und Obermühle.
Ein weiterer Hinweis auf die Verlagerung der Bedeutung von Wirtheim nach Kassel ist die Tatsache, dass sich der letzte Mainzer Vogt Wirtheims im Jahr 1668/69 in Kassel begraben ließ. Sein Epitaph existiert noch heute als Teil der Mauer der St. Johannes-Nepomuk-Kirche. Es wird vermutet, dass er schon die letzten Jahre seiner Amtszeit in Kassel verbracht hat.
1755 trennte sich die Kasseler Gemeinde endgültig von der Mutterkirche in Wirtheim und erhält eine eigene Kaplanei. Sofort begannen die Planungen zum Bau einer neuen Kirche. Auch die Tatsache, dass in einer wirtschaftlich schweren Zeit im Jahre 1789 ein solch kostspieliger Bau begonnen wird, lässt einen Rückschluss auf den Wohlstand des Ortes zu.
Im Pariser Frieden von 1814, nach der für Napoleon Bonaparte verlorenen Völkerschlacht bei Leipzig, wurde Kassel, ebenso wie Wirtheim und Orb dem Königreich Bayern zugesprochen. Der Wiener Kongress bestätigte 1814/15 nochmals diese Zuordnung. Bereits 1866 musste Bayern, nach dem verlorenen Deutschen Krieg, Kassel an das Königreich Preußen abtreten.
Ein beachtliches Bauvorhaben wurde 1870/71 verfolgt: Um die Wasserversorgung der Stadt Frankfurt am Main sicherzustellen, wird ein Leitungssystem im Kasselgrund von 4 Quellen über eine Entfernung von 60 km errichtet. Das Wasser fließt bis heute in die Großstadt ohne ein Pumpsystem, allein durch die Schwerkraft. Immer noch werden 10 % des Frankfurter Wasserbedarfs aus Quellen des Nordspessart (Kassel und Bieber) und dem Vogelsberg (Fischborn) gedeckt. Das Wasser benötigt dabei 2 Tage zum Zurücklegen der gesamten Strecke.
Ebenfalls 1870 erhielt Kassel einen Brunnen namens Hungerborn, welcher an der Stelle entstand, wo noch kurz zuvor das alte Rathaus zu finden war. Bereits 1912 wird der Brunnen jedoch wieder entfernt und eine Gesamtwasserversorgung eingerichtet. 1920 beginnt der Abriss des aktuellen Rathauses im Ortskern. An dessen Stelle rückt 1926 ein Kriegerdenkmal, welches dort noch heute zu finden ist.
Zur Förderung des Erzbergbaus im Biebertal wurde 1885 die schmalspurige Spessartbahn in Betrieb genommen. Sie führte vom Bahnhof Gelnhausen nach Lochborn. Der Betrieb dieser Bahn wurde auch nach Stilllegung des Bergbaus im Mai 1925, für die Personenbeförderung fortgesetzt. Auf diese Art konnten auch die im Dorf hergestellten Besen bis nach Frankfurt vertrieben werden. Aus dieser Zeit stammt auch der umgangssprachliche Namen Besenkassel. 1951 stellte die Bahn ihren Betrieb ein. Ein Teil der Bahntrasse ist als Wander- und Radweg erhalten geblieben.
1908 war Kassel das erste Dorf im Kreis Gelnhausen mit elektrischer Stromversorgung, welche vom Sägewerk Schum geliefert wurde.
Am 27. September 1944 fiel eine schwere Luftmine auf Kassel, durch welche das Dach der Kirche beschädigt wurde. Weitere Bomben schlugen am 22. Februar 1945 ein: Dabei wurden 2 Häuser zerstört, und es kamen 5 Menschen, darunter 2 Kinder, ums Leben. Außerdem erleidet die Kirche weiteren Schaden, und die Turmuhr blieb exakt um 2 Uhr stehen.
Die Ostermesse 1945 wurde auf freiem Feld am Ende des Haitzbachgrundes gefeiert, da Kassel, Wirtheim und Höchst unter feindlichem Beschuss standen. An dieser Stelle existiert heute eine Mariengrotte mit dem Text: „Mutterhände mild und gut hüteten des Dorfes Leben, hielten uns vor Brand und Tod, vor des bösen Feindes Wut. Schütz Maria uns, dein Segen; mach uns stark in jeder Not“.

### Gebietsreform
Im Zuge der Gebietsreform in Hessen wurden am 1. September 1970 die bis dahin selbständigen Gemeinden Kassel und Wirtheim zur neuen Gemeinde Biebergemünd zusammengeschlossen. Zum 1. Juli 1974 wurden die Gemeinden Breitenborn A. B., Lanzingen, Roßbach und Bieber kraft Landesgesetzes hinzugefügt. Für die Ortsteile wurden keine Ortsbezirke nach der Hessischen Gemeindeordnung eingerichtet.
Die Fläche der ehemaligen Gemeinde Kassel betrug 22,37 km².

### Bevölkerung
Einwohnerentwicklung
Quelle: Historisches Ortslexikon
- 1632: 36 Dienstpflichtige
- 1812: 190 Feuerstellen, 940 Seelen

| Kassel: Einwohnerzahlen von 1812 bis 2011 | Kassel: Einwohnerzahlen von 1812 bis 2011 | Kassel: Einwohnerzahlen von 1812 bis 2011 | Kassel: Einwohnerzahlen von 1812 bis 2011 | Kassel: Einwohnerzahlen von 1812 bis 2011 |
| --- | ----------------------------------------- | ----------------------------------------- | ----------------------------------------- | ----------------------------------------- |
| Jahr |                                           |                                           |                                           | Einwohner                                 |
| 1812 | 1812                                      |                                           | 940                                       | 940                                       |
| 1834 | 1834                                      |                                           | 1.146                                     | 1.146                                     |
| 1840 | 1840                                      |                                           | 1.030                                     | 1.030                                     |
| 1846 | 1846                                      |                                           | 1.023                                     | 1.023                                     |
| 1852 | 1852                                      |                                           | 1.037                                     | 1.037                                     |
| 1858 | 1858                                      |                                           | 873                                       | 873                                       |
| 1864 | 1864                                      |                                           | 866                                       | 866                                       |
| 1871 | 1871                                      |                                           | 881                                       | 881                                       |
| 1875 | 1875                                      |                                           | 939                                       | 939                                       |
| 1885 | 1885                                      |                                           | 943                                       | 943                                       |
| 1895 | 1895                                      |                                           | 976                                       | 976                                       |
| 1905 | 1905                                      |                                           | 1.057                                     | 1.057                                     |
| 1910 | 1910                                      |                                           | 1.124                                     | 1.124                                     |
| 1925 | 1925                                      |                                           | 1.190                                     | 1.190                                     |
| 1939 | 1939                                      |                                           | 1.345                                     | 1.345                                     |
| 1946 | 1946                                      |                                           | 1.669                                     | 1.669                                     |
| 1950 | 1950                                      |                                           | 1.689                                     | 1.689                                     |
| 1956 | 1956                                      |                                           | 1.666                                     | 1.666                                     |
| 1961 | 1961                                      |                                           | 1.837                                     | 1.837                                     |
| 1967 | 1967                                      |                                           | 2.034                                     | 2.034                                     |
| 1970 | 1970                                      |                                           | 2.045                                     | 2.045                                     |
| 2011 | 2011                                      |                                           | 2.475                                     | 2.475                                     |
| Datenquelle: Historisches Gemeindeverzeichnis für Hessen: Die Bevölkerung der Gemeinden 1834 bis 1967. Wiesbaden: Hessisches Statistisches Landesamt, 1968. Weitere Quellen: ; Gemeinde Biebergemünd; Zensus 2011 |                                           |                                           |                                           |                                           |

Religionszugehörigkeit
 Quelle: Historisches Ortslexikon
| • 1885: | 15 evangelische (= 1,60 %), 925 katholische (= 98,40 %) Einwohner  |
| • 1961: | 94 evangelische (= 5,12 %), 1740 katholische (= 94,72 %) Einwohner |

## Infrastruktur und Wirtschaft

### Verkehr

#### Straßen
Kassel liegt an der Bundesstraße B 276, die von Birstein nach Lohr am Main führt. An der Eisernen Hand bei Bad Orb bindet sie im Osten an die Bundesautobahn A 66 an (AS 45 Bad Orb / Wächtersbach). Im Westen liegt die Anschlussstellen AS 44 Gelnhausen Ost.

#### Bahn
Am Bahnhof im Ortsteil Wirtheim (2 km) gibt es Anschluss an die Kinzigtalbahn. Hier verkehrt die Regional-Express Fulda–Frankfurt (RE 50) im Stundentakt sowie die Regionalbahn Wächtersbach–Frankfurt (RB 51). Die nächsten behindertengerechten Bahnhöfe liegen in Wächtersbach und Gelnhausen.

#### Nahverkehr
Ganzjährig verkehren in Kassel mehrere Buslinien des KVG. Sie schaffen mit den Linien MKK 64 und MKK 65 öffentliche Verkehrsanschlüsse zu allen Ortsteilen der Gemeinde Biebergemünd, nach Wächtersbach mit der Kinzigtalbahn (Hessen) (Bahnhof Wächtersbach) sowie nach Bad Soden-Salmünster, weiterhin zu den Bahnhöfen Gelnhausen und Wirtheim, aber auch zu den Nachbargemeinden Flörsbachtal und Jossgrund. Es gilt der Tarif des Rhein-Main-Verkehrsverbundes.

### Bildung

#### Kindertagesstätte
In Kassel gibt es die Kindertagesstätte – St. Johannes Nepomuk. Eigentümerin ist die Gemeinde Biebergemünd. Der Kindergarten hat sechs Gruppen mit insgesamt 124 Plätzen. Seit 2015 ist die Kita "Nepomuk" im neuen Gebäude am Gemeindezentrum.

#### Schulen
In Kassel gibt es die Alteburg-Schule. Sie hat einen Grund-, einen Haupt- und einen Realschulzweig.
Darüber hinaus ist Kassel mit der gesamten Gemeinde Biebergemünd an die Friedrich-August-Genth-Schule (Kooperative Gesamtschule) in Wächtersbach, das Grimmelshausen-Gymnasium in Gelnhausen und die Henry-Harnischfeger-Schule (integrierte Gesamtschule) in Bad Soden-Salmünster angebunden.

### Freiwillige Feuerwehr
Die Freiwillige Feuerwehr Kassel ist 1927 gegründet worden, bis dahin gab es eine Pflichtfeuerwehr, 1967 folgte die Jugendfeuerwehr Kassel. 1956 wurde das Feuerwehrhaus Kassel eingeweiht, 2004 folgte das neue Feuerwehrhaus in der Wirtheimer Straße.
2014 verfügte die Einsatzabteilung der Freiwilligen Feuerwehr Kassel über 34 Kameraden und Kameradinnen, hinzu kam die Jugendfeuerwehr mit 14 Personen.
Die Einsatz- und Gefahrenschwerpunkte der Freiwilligen Feuerwehr sind:
- Seniorenzentrum des Main-Kinzig-Kreises,
- Gewerbe- und Industriegebiet,
- Historischer Ortskern,
- Außenliegendes Wochenendgebiet,
- Bundesstraße B276 Richtung Würzburg.

2015 wurden die Wehren Wirtheim und Kassel zur Freiwilligen Feuerwehr Biebergemünd Nord zusammengeschlossen. Dafür war im gleichen Jahr der Ausbau des Feuerwehrhauses, unter anderem um weitere Fahrzeugstellplätze, Schulungsräume und Werkstätte, nötig.

### Öffentliche Einrichtungen

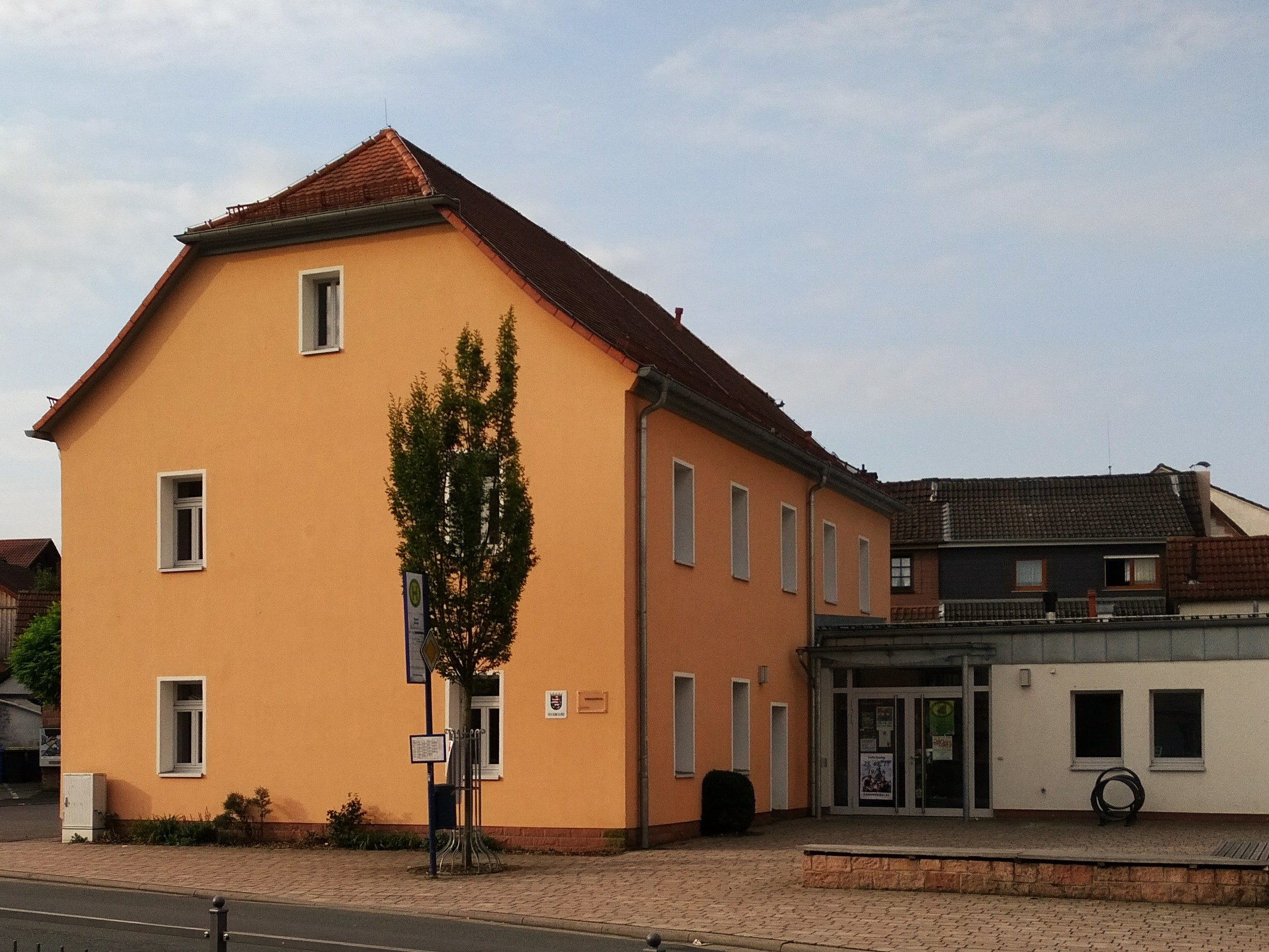
Ehemaliges Rathaus in Biebergemünd-Kassel – Bürgertreff

- Bürgertreff (Altes Rathaus) am Wilm-Hosenfeld-Platz
- Seniorenzentrum Biebergemünd
- Seit 1994 besteht die katholische öffentliche Bücherei St. Johannes Nepomuk in Kassel[15]. Sie bietet Lektüre für alle Altersstufen. Vor Ort und im Online-Katalog kann unter mehr als 400 Titeln ausgewählt werden[16].

### Wirtschaftsstruktur
Der Schwerpunkt wirtschaftlicher Tätigkeit in Kassel liegt auf dem Holzhandel und der Holzverarbeitung. Daneben ist sie geprägt vom Einzelhandel, Bewirtung und Handwerk.

### Frankfurter Wasserleitung
Bereits Mitte des 19. Jahrhunderts schloss die damals noch selbständige Gemeinde Kassel ebenso wie Bieber einen Vertrag mit der Stadt Frankfurt am Main zur Erschließung von Quellen und Lieferung von Trinkwasser an die Metropole. Schon seit 1865 entstand der erste Entwurf einer Wasserleitung zur Versorgung der Großstadt mit Trinkwasser aus dem Vogelsberg und dem Spessart. Unterbrochen und verzögert durch den Deutschen Bruderkrieg von 1866 wurden die Planungen 1869 wieder aufgenommen und 1872 mit Bauarbeiten im Kasselgrund und Biebertal begonnen. Durch zwei Stollen, den Elsebachstollen (722 m lang) und den Büchelbachstollen (1022 m lang), wurde das Wasser von insgesamt 8 Bieberer Quellen und 4 weiteren Quellen aus dem Biebertal nach Kassel und dort mit dem Wasser von nochmals 4 Quellen des Kasselgrundes vereinigt. Die Wasserleitung führt weiter in Richtung Aspenhainer Kopf. Dort wird das Spessartwasser mit dem Vogelsberger Wasser in einem Wasserbehälter vereinigt und weiter in Richtung Frankfurt transportiert. Zwei Wegstationen sind noch zu nennen: der Wasserturm an der Abtshecke vor Langenselbold und in Frankfurt der Hochbehälter an der Friedberger Landstraße.
Im Biebertal blieb die enorme Wasserentnahme von 2000 bis 22.000 Kubikmeter pro Tag nicht ohne Folgen. Einige Feuchtigkeit anzeigende Pflanzen, die der Naturwissenschaftler und Apotheker Johann Heinrich Cassebeer vor dem Bau der Wasserleitung noch als ortstypisch vorfand, sind inzwischen verschwunden. Auch technische Schutzeinrichtungen wie Überläufe, die früher bei starkem Regen geöffnet wurden, bleiben heute geschlossen.

## Kultur und Sehenswürdigkeiten
Siehe auch: Liste der Kulturdenkmäler in Kassel

### Bauwerke
- Katholische Pfarrkirche St. Johannes Nepomuk, Kassel,
- Alteburg – keltischer Ringwall,
- diverse Mühlen: Günthersmühle, Lohmühle, Riedmühle, Obermühle.

### Bodendenkmal Alteburg
Auf dem Hoppesberg, 3,5 Kilometer südlich von Kassel befindet sich die Alteburg. Es ist ein keltischer Siedlungsplatz in Form einer Ringwallanlage (Wallburg) mit zwei Toren, welche von einem Graben umgeben ist. Eine dort gefundene Brandschicht konnte „durch die Bestimmung ihres Gehaltes an radioaktivem Kohlenstoff auf einen Zeitraum um 500 v. Chr. datiert werden“ und damit in den Zeithorizont des in der benachbarten Wetterau gelegenen Fürstengrabes vom Glauberg reichen. Auf einer Breite von 6 m hat der Geschichtsverein Biebergemünd, in Zusammenarbeit mit dem Hessischen Landesamt für Denkmalpflege, die Mauer rekonstruiert.
Die Anlage wurde auch in spätantiker (4. und 5. Jahrhundert n. Chr.) und in karolingischer Zeit (8. Jahrhundert n. Chr.) genutzt.

### Dialekt
Die über Jahrhunderte bestandene Verbundenheit zwischen Wirtheim und Kassel spiegelt sich auch in der Dialekt-Entwicklung beider Orte wider. Gesprochen wird dort das Kässeler und Wirtheimer Platt.
Seit Jahrzehnten geht der Gebrauch des lokalen Dialekts zurück. Die Autorin Irmgard Becker versucht dieses Wissen in Gedichtbänden und Sachbüchern zu erhalten.

### Vereinsleben
- Musikverein Kassel 1965 e. V.
- Original Kasseler Musikanten 1974 e. V.
- Gesangsverein Harmonie Kassel
- Gesangsverein Liederkranz Kassel
- Deutsches Rotes Kreuz Biebergemünd
- Freiwillige Feuerwehr Kassel
- TSV 08 Kassel
- Motorsportclub Kassel/Spessart
- Tennisclub Grün/Weiß
- Behse Kässeler
- Alphornbläsergruppe Alphorn-Echo Kasselgrund, seit 2006[21]

### Regelmäßige Veranstaltungen
Zahlreiche Feste und Sportveranstaltungen finden jährlich im Ort statt:
- Kässeler Kirb
- Pfarrfest St. Johannes Nepomuk
- Kässeler Zelt-Nachkirb
- Mühlenfest
- Brunnenfest
- Fischerfest
- Moto-Cross-Veranstaltung des MSC Kassel/Spessart
- Bratfest der KAB
- Bratfest des Musikverein 1965 Kassel

### Freizeit und Tourismus

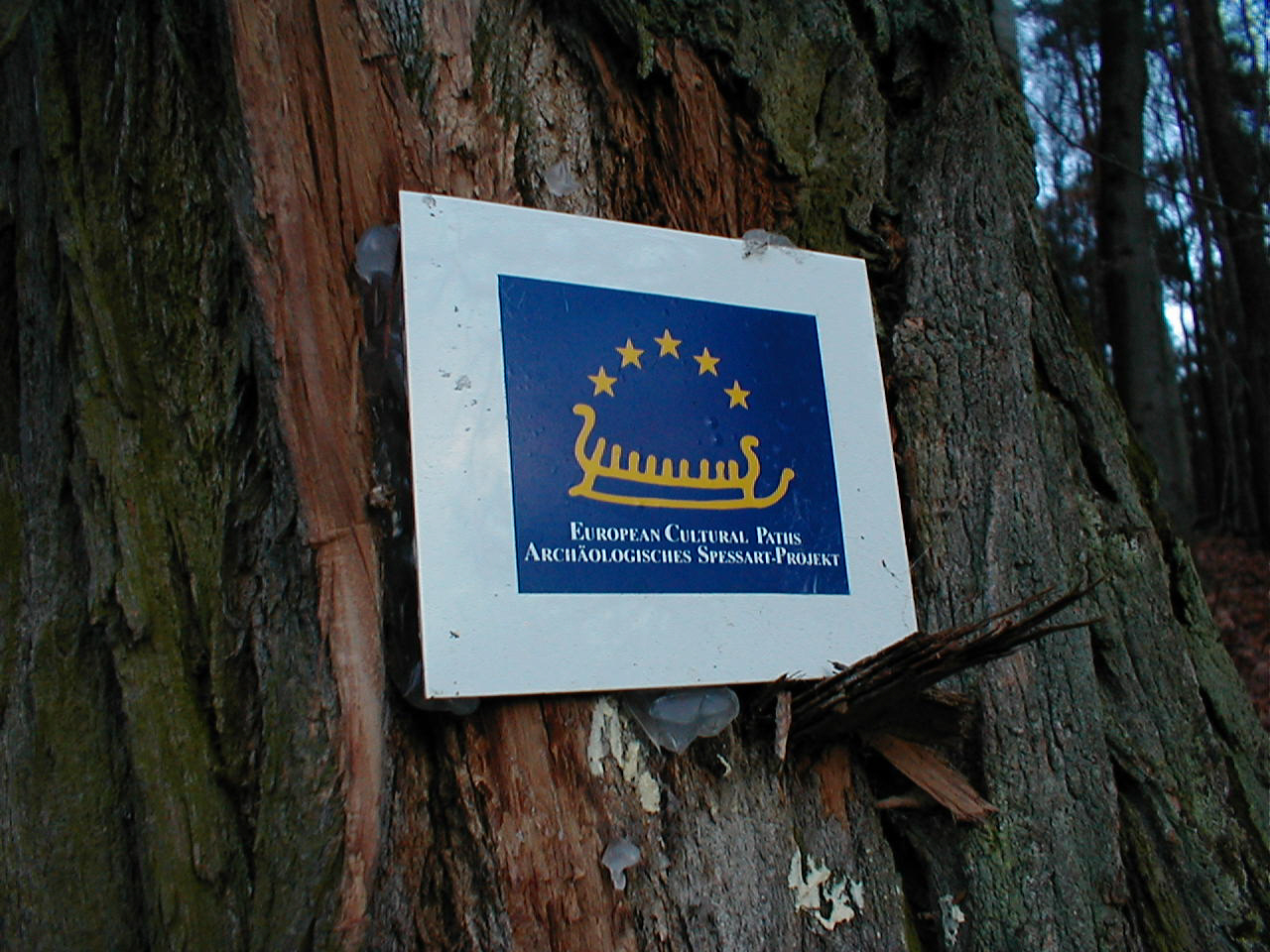
Hinweisschild der Europäischen Kulturwege des Archäologischen Spessart-Projekts

Spessartbogen, Wegmarkierung

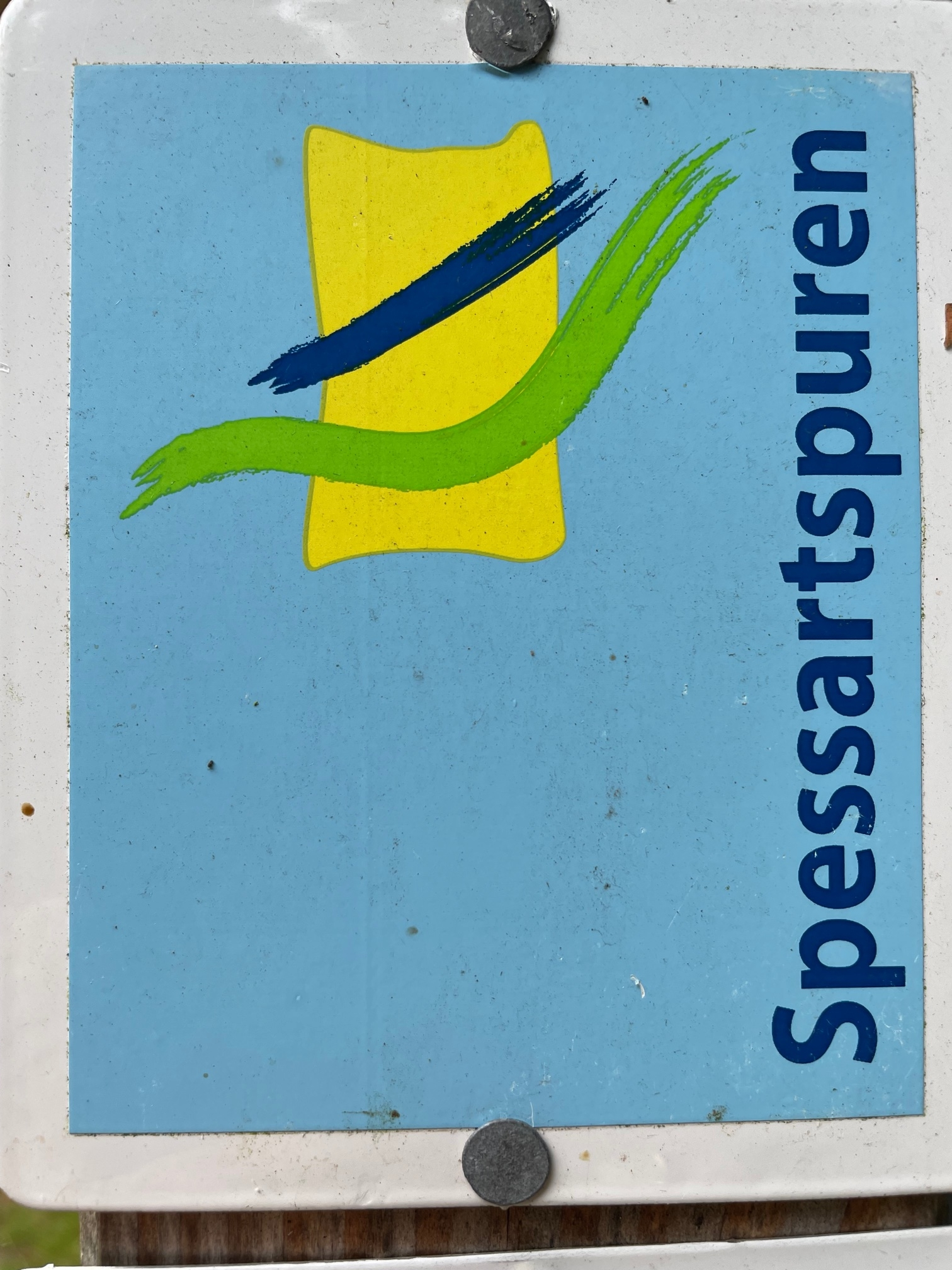
Wegmarkierung der "Spessartspuren"

#### Europäischer Kulturweg – Kelten im Kasselgrund
Die „Kelten im Kasselgrund“ ist einer, der vom Archäologischen Spessartprojekt (ASP) im Spessart angelegten Kulturwege. „Zu jedem Kulturweg erscheint ein Folder mit einer Wegbeschreibung und Kurzbeschreibung der Stationen“.
Der Rundwanderweg ist 6 km lang und bietet an 6 Stationen Infotafeln, die in Bild und Text die Runde beschreiben. Die Markierung ist das gelbe EU-Schiffchen auf blauem Grund. Der Weg führt rund um die Alteburg, auf der eine bereits in der Keltenzeit befestigte Höhensiedlung lag. Archäologische Funde belegen die Existenz über die spätrömische Zeit bis in die Spätantike. Der Biebergemünder Geschichtsverein hat einen Teil der ehemaligen Burg-Befestigungsmauer rekonstruiert.
Auch am „Blauen Steinbruch“ und durch den schönen Kasselgrund, mit seinen zahlreichen Mühlen führt der Weg.

#### Spessartbogen
Auch der 90 km lange Premiumwanderweg Spessartbogen führt nach Kassel. Ein Abschnitt zieht von Schlüchtern über Bad Orb und den Hubertusberg nach Kassel. In seiner „Bürgerstube“ erreicht er ein gutes Zwischenziel. Von da aus geht es weiter, Bieber-aufwärts, an den Biebergemünder Ortsteilen Lanzingen und Breitenborn/Lützel vorbei, nach Horbach und Waldrode, mit dem Endziel Langenselbold.

#### Spessartspur „Kasseler Hirschbachspur“
Spessartspuren  sind kurze und einfache Wanderwege, die eher unter das Stichwort Spazierwandern einzuordnen sind. Einer davon ist das „Kasseler Hirschbachspur“. Es ist ein nur gut 5 km langer, zertifizierter und abwechslungsreicher Premiumrundweg für die ganze Familie. Der Weg ist als sehr leicht eingestuft

## Persönlichkeiten, die vor Ort gewirkt haben
- Christian Fuchs (2. Hälfte des 17. Jahrhunderts), Pfarrer von Wirtheim; nach den großen Bevölkerungsverlusten infolge von zwei Pestepidemien 1632 und 1667/68 holte er Siedler aus seiner Heimat Tirol nach Wirtheim und Kassel. Sie brachten neue Berufe und Handwerke in die Region.
- Wilm Hosenfeld (* 2. Mai 1895 in Mackenzell; † 13. August 1952 in Stalingrad) war Wehrmachtsoffizier im Zweiten Weltkrieg. In Biebergemünd hatte er als sozial und christlich engagierter Dorfschullehrer zuerst im Ortsteil Rossbach, später im Ortsteil Kassel gewirkt. Bekannt wurde Hosenfeld durch die Beschreibung in Władysław Szpilmans Autobiographie, die von dem polnischen Regisseur Roman Polański unter dem Titel „Der Pianist“ (drei Oscars 2003) verfilmt wurde. Die Jerusalemer Holocaustgedenkstätte Yad Vashem ernannte Hosenfeld am 25. November 2008 postum zum Gerechten unter den Völkern. In Polen erhielt er postum vom Präsidenten „Lech Kaczynski einen der höchsten Orden des Landes“ verliehen (Komturstufe des Ordens Polonia Restituta[26]).